# Micrurus baliocoryphus
Micrurus baliocoryphus là một loài rắn trong họ Rắn hổ. Loài này được Cope mô tả khoa học đầu tiên năm 1862.